# دوري آيسلندا الممتاز 1953
دوري آيسلندا الممتاز 1953 (بالآيسلندية: Efsta deild karla í knattspyrnu 1953) هو الموسم 42 من  دوري آيسلندا الممتاز. كان عدد الأندية المشاركة فيه  6، وفاز فيه ابروتاباندلاج أكرانيس.